# Johann Michael Doser

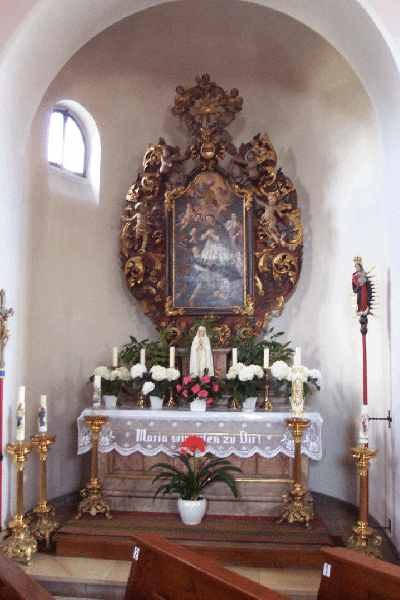
Ein von Doser geschaffener Altar

Johann Michael Doser (* 20. April 1678 in Degelsdorf bei Auerbach; † 13. November 1756) war ein Künstler, Holzschnitzer und Bildhauer des Barock, der in erster Linie Altäre und Kirchenschmuck gestaltete. Er hatte 11 Kinder.

## Leben
Am 20. April 1678 wurde Johann Michael Doser als Sohn von Hans Adam Doser und Christina Doser in Degelsdorf bei Auerbach geboren. Da der Vater Dosers, der Schreiner war, die Genehmigung zur Ausführung seines Berufes nicht erhielt, zog die Familie nach Schnaittach. 1684 starb Christina Doser. Der Vater heiratete bald darauf seine zweite Frau Kunigunde, die ihm sechs Kinder schenkte. Zu den Halbbrüdern des Johann Michael gehört der als Bildhauer tätige Johann.
Mit 17 Jahren begann Johann Michael Doser eine längere Wanderschaft, wie dies damals unter Handwerkern üblich war. Im gleichen Jahr starb auch sein Vater. Die Spur Dosers verliert sich ab dem Zeitpunkt des Beginns seiner Wanderschaft. Es gibt mehrere Vermutungen, wo er sich während dieser Zeit aufhielt. Beinahe sicher ist jedoch, dass er nach Böhmen (Tschechien) kam.
1705 kehrte Doser zusammen mit seiner Frau Maria Dorothea nach Schnaittach zurück. Inzwischen hatte sich die Mutter mit dem Schreiner Anton Spiehl vermählt, der den Schreinerbetrieb Hans Adam Dosers weiterführte. Es ist bekannt, dass Johann Michael Doser seit dieser Zeit als Bildhauer arbeitete.
Um 1710 zog Doser in seinen Geburtsort Auerbach um. Dies hatte wohl mehrere Gründe: Im katholischen Auerbach erhoffte er sich eine bessere Auftragslage, insbesondere zum Gestalten der dortigen Kirchen.
Doser verstarb am 13. November 1756 im Alter von 78 Jahren.

## Werke
Doser schuf viele Akanthusaltäre. Er gestaltete vor allem Kirchen in der Region um Auerbach. In der Kirche St. Johann Baptist gestaltete er im Auftrag des damaligen Pfarrers vier Altäre. Er arbeitete vor allem mit Holz. Zwar versuchte er sich auch an anderen Materialien, aber der Großteil seiner Werke ist aus Holz.
Doser werden etwa 70 Werke in der Gegend rund um Auerbach und Schnaittach zugeschrieben, u. a. in der St.-Vitus-Kirche in Schnaittenbach, in der Kirche von Poppenreuth, in der Pfarrkirche Mariä Himmelfahrt in Neunkirchen am Sand, in den Marienkirchen in Pegnitz und Weißdorf (ursprünglich figurenreicher Altar und Taufengel) und der Schlosskapelle in Röthenbach.